# حبق لساني الأوراق
حبق لساني الأوراق (الاسم العلمي:Ocimum glossophyllum) هو نوع غير مؤكد من النباتات يتبع جنس الحبق من الفصيلة الشفوية.